# شبکه شناختی

در شبکه‌های ارتباطی، شبکه شناختی (CN) نوع جدیدی از شبکه داده است که از فناوری پیشرفته در چندین حوزه تحقیقاتی (مانند یادگیری ماشین، نمایش دانش، شبکه کامپیوتری، مدیریت شبکه) برای حل برخی از مشکلات شبکه‌های فعلی استفاده می‌کند. . شبکه شناختی با رادیو شناختی (CR) متفاوت است زیرا تمام لایه‌های مدل OSI را پوشش می‌دهد (نه تنها لایه‌های ۱ و ۲ مانند CR ).

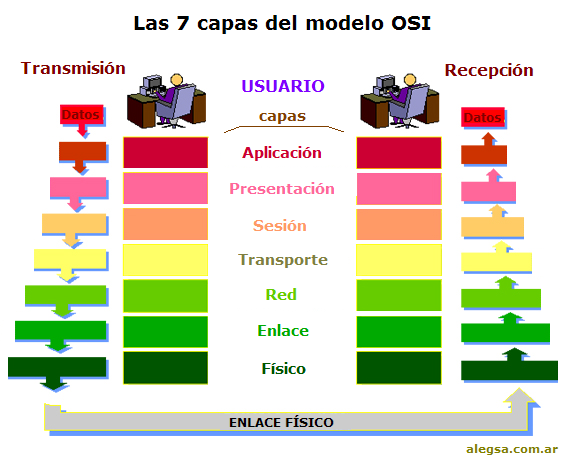
مدل osi

## تاریخ
اولین تعریف از شبکه شناختی توسط تئو کانتر در تحقیقات دکترای خود در KTH، مؤسسه سلطنتی فناوری، استکهلم، از جمله ارائه در ژوئن ۱۹۹۸ از شبکه شناختی به عنوان شبکه با حافظه ارائه شد. تئو شاگرد چیپ مگوایر بود که به جو میتولا، مبتکر رادیو شناختی نیز مشاوره می‌داد. میتولا بر شناخت در گره‌ها تمرکز داشت، در حالی که کانتور بر شناخت در شبکه متمرکز بود. پایان‌نامه مجوز میتولا که در اوت ۱۹۹۹ منتشر شد، شامل نقل قول زیر است: «به مرور زمان، شبکه [زبان بازنمایی دانش رادیویی] دارای قدرت RKRL می‌تواند یاد بگیرد که ویژگی‌های محیط طبیعی را که با مدل‌ها مطابقت ندارد متمایز کند. می‌تواند خطاها را به یک شبکه شناختی اعلام کند." این اولین انتشار شبکه شناختی مفهومی است، از زمانی که کانتور کمی بعد منتشر کرد.
چالش شبکه‌های خودمختار IBM در سال ۲۰۰۱ باعث معرفی یک چرخه شناخت در شبکه‌ها شد. رادیو شناختی، شبکه‌های شناختی کانتور و شبکه‌های خودمختار آی‌بی‌ام پایه و اساس تکامل موازی شبکه‌های بی‌سیم شناختی و دیگر شبکه‌های شناختی را فراهم کردند. در سال ۲۰۰۴، پتری ماهونن، در حال حاضر در RWTH، آخن، و یکی از اعضای کمیته دکتری میتولا، اولین کارگاه بین‌المللی در مورد شبکه‌های بی‌سیم شناختی را در Dagstuhl، آلمان برگزار کرد. علاوه بر این، برنامه‌های E2R و E3 اتحادیه اروپا نظریه شبکه‌های شناختی را تحت عنوان شبکه‌های خود سازماندهی، شبکه‌های خودآگاه و غیره توسعه دادند. یکی از تلاش‌ها برای تعریف مفهوم شبکه شناختی در سال ۲۰۰۵ توسط توماس و همکاران انجام شد.  و بر اساس یک ایده قدیمی تر از سطح دانش توصیف شده توسط کلارک و همکاران است. در سال 2003  BS Manoj و همکاران. یک سیستم شبکه دانش کامل شناختی را در سال ۲۰۰۸ پیشنهاد کرد. از آن زمان تاکنون، فعالیت‌های تحقیقاتی متعددی در این منطقه پدید آمده‌است. یک بررسی و یک کتاب ویرایش شده برخی از این تلاش‌ها را نشان می‌دهد.
صفحه دانش «یک سیستم فراگیر در شبکه است که مدل‌های سطح بالایی از آنچه شبکه قرار است انجام دهد را ایجاد می‌کند و نگهداری می‌کند تا خدمات و مشاوره به سایر عناصر شبکه ارائه کند». 
مفهوم شبکه شناختی مقیاس بزرگ در سال ۲۰۰۸ توسط سانگ وقتی که این طرح دانش به وضوح برای شبکه‌های بی‌سیم در مقیاس بزرگ به عنوان دانش در مورد در دسترس بودن طیف رادیویی و ایستگاه‌های بی‌سیم تعریف شد.

## تعریف
توماس و همکاران  شبکه شناختی را به عنوان شبکه ای با یک فرایند شناختی تعریف می‌کند که می‌تواند شرایط فعلی شبکه را درک کند، برنامه‌ریزی کند، تصمیم بگیرد، بر اساس آن شرایط عمل کند، و از پیامدهای اقدامات خود درس بگیرد، همه در حالی که اهداف نهایی را دنبال می‌کند. این حلقه، حلقه شناخت، محیط را حس می‌کند، اقدامات را بر اساس ورودی حسگرها و سیاست‌های شبکه برنامه‌ریزی می‌کند، تصمیم می‌گیرد که کدام سناریو با هدف نهایی خود با استفاده از یک موتور استدلال مطابقت دارد، و در نهایت بر اساس سناریوی انتخاب شده همان‌طور که در بحث بحث شد عمل می‌کند. بخش قبلی. سیستم از گذشته (موقعیت‌ها، برنامه‌ها، تصمیمات، اقدامات) درس می‌گیرد و از این دانش برای بهبود تصمیم‌گیری‌های آینده استفاده می‌کند.
این تعریف از شبکه شناختی به صراحت به دانش شبکه اشاره نمی‌کند. این فقط حلقه شناختی را توصیف می‌کند و اهداف پایان به انتها را اضافه می‌کند که آن را از رادیو شناختی یا به اصطلاح لایه‌های شناختی متمایز می‌کند. این تعریف از شبکه شناختی ناقص به نظر می‌رسد زیرا فاقد دانش است که جزء مهم یک سیستم شناختی است همان‌طور که در و بحث شد.
Balamuralidhar و Prasad دیدگاه جالبی از نقش بازنمایی دانش هستی‌شناختی ارائه می‌دهند: «ماهیت پایدار این هستی‌شناسی، فعال بودن و استحکام را برای «رویدادهای نادیده‌انگیز» امکان‌پذیر می‌سازد، در حالی که ماهیت واحد، سازگاری‌های سرتاسری را ممکن می‌سازد.
در، شبکه‌شناسی به عنوان یک شبکه ارتباطی تقویت شده توسط یک صفحه دانش دیده می‌شود که می‌تواند به صورت عمودی بر روی لایه‌ها (با استفاده از طراحی متقابل لایه) یا به صورت افقی در سراسر فناوری‌ها و گره‌ها (محیط ناهمگن) را پوشش دهد. سطح دانش حداقل به دو عنصر نیاز دارد: (۱) نمایش دانش مرتبط در مورد دامنه (دستگاه، شبکه همگن، شبکه ناهمگن، و غیره). (۲) یک حلقه شناخت که از تکنیک‌های هوش مصنوعی در داخل حالت‌های خود استفاده می‌کند (تکنیک‌های یادگیری، تکنیک‌های تصمیم‌گیری و غیره).).
علاوه بر این، در و یک معماری شبکه متقاطع دقیق برای شبکه شناختی‌ها پیشنهاد شد، که در آن شبکه شناختی به عنوان شبکه ای تفسیر می‌شود که می‌تواند از منابع طیف رادیویی و ایستگاه‌های بی‌سیم به‌طور فرصت طلبانه، بر اساس دانش در دسترس بودن چنین منابعی، استفاده کند. . از آنجایی که رادیو شناختی به عنوان یک گیرنده رادیویی توسعه یافته‌است که می‌تواند از کانال‌های طیف به‌طور فرصت طلبانه استفاده کند (دسترسی به طیف پویا)، بنابراین شبکه شناختی شبکه ای است که می‌تواند رادیو شناختی‌ها را به‌طور فرصت طلبانه سازماندهی کند.

## معماری شبکه
معماری شبکه چندلایه ای CN در نیز به عنوان اتصال بی‌سیم جاسازی شده (EWI) در مقابل پشته پروتکل اتصال سیستم باز (OSI) نامگذاری شده‌است. معماری CN بر اساس تعریف جدیدی از پیوند بی‌سیم است. پیوندهای بی‌سیم انتزاعی جدید به‌عنوان همکاری‌های متقابل دلخواه بین مجموعه‌ای از گره‌های بی‌سیم همسایه (مجاورت) دوباره تعریف می‌شوند. در مقایسه، شبکه‌های بی‌سیم سنتی به «پیوندهای سیمی مجازی» نقطه به نقطه با یک جفت گره بی‌سیم از پیش تعیین‌شده و طیف اختصاص‌یافته متکی است.
این معماری شبکه همچنین دارای سه اصل اصلی زیر است:
- انتزاع پیوند عملکردی: بر اساس تعریف پیوند بی‌سیم انتزاعی، ماژول‌های پیوند بی‌سیم در گره‌های بی‌سیم مجزا پیاده‌سازی می‌شوند که می‌توانند انواع مختلفی از پیوندهای بی‌سیم انتزاعی را راه‌اندازی کنند. با توجه به انتزاعات عملکردی، دسته‌بندی‌های ماژول‌های پیوند بی‌سیم می‌توانند شامل: پخش، تک‌پخش، چندپخشی، و تجمع داده‌ها و غیره باشند؛ بنابراین، عملکرد شبکه را می‌توان در طراحی ماژول‌های پیوند بی‌سیم ادغام کرد. این همچنین منجر به دو لایه سلسله مراتبی به عنوان مبانی معماری می‌شود که به ترتیب شامل لایه سیستم و لایه پیوند بی‌سیم می‌شود. لایه پیوند بی‌سیم پایین، کتابخانه ای از ماژول‌های پیوند بی‌سیم را به لایه سیستم فوقانی عرضه می‌کند. لایه سیستم ماژول‌های پیوند بی‌سیم را برای دستیابی به برنامه‌نویسی کاربردی مؤثر سازماندهی می‌کند.
- پیوندهای بی‌سیم فرصت‌طلب: در تحقق مفهوم شبکه‌های بی‌سیم شناختی، هم طیف اشغال‌شده و هم گره‌های مشارکت‌کننده یک پیوند بی‌سیم انتزاعی به‌طور فرصت‌طلبانه‌ای با در دسترس بودن آنی آنها تعیین می‌شوند. این اصل در مورد طراحی ماژول‌های پیوند بی‌سیم در لایه پیوند بی‌سیم تصمیم می‌گیرد. عملکرد سیستم می‌تواند با مقیاس بزرگتر شبکه بهبود یابد، زیرا تراکم شبکه بالاتر، تنوع بیشتری را در شکل‌گیری فرصت طلبانه هر پیوند بی‌سیم انتزاعی ایجاد می‌کند.[۹]
- جداسازی جهانی QoS: برنامه جهانی یا QoS شبکه (کیفیت خدمات) به الزامات محلی همکاری در گره‌های بی‌سیم همسایه، یعنی QoS پیوند بی‌سیم جدا شده‌است. به‌طور خاص، با جدا کردن QoS در سطح برنامه جهانی، به لایه سیستم اجازه می‌دهد تا ماژول‌های پیوند بی‌سیم را که توسط لایه پیوند بی‌سیم ارائه می‌شوند، بهتر سازماندهی کند. برای مثال، با جدا کردن QoS در سطح شبکه جهانی، مانند توان عملیاتی، تأخیر انتها به انتها، و لرزش تأخیر، طراحی ماژول پیوند بی‌سیم می‌تواند به الزامات QoS جهانی دست یابد. بر اساس ماژول‌های پیوند بی‌سیم ارائه شده، پیچیدگی در گره‌های جداگانه می‌تواند مستقل از مقیاس شبکه باشد.

ماژول‌های پیوند بی‌سیم، انتزاع‌های شبکه باز قابل استفاده مجدد را در اختیار طراحان سیستم قرار می‌دهند، جایی که ماژول‌ها را می‌توان به‌صورت جداگانه به‌روزرسانی کرد، یا ممکن است ماژول‌های جدیدی به لایه پیوند بی‌سیم اضافه شود. ماژولار بودن و انعطاف‌پذیری بالا می‌تواند برای توسعه میان افزار یا برنامه کاربردی ضروری باشد.
EWI همچنین یک معماری به سبک سازماندهی است که در آن لایه سیستم ماژول‌های پیوند بی‌سیم (در لایه پیوند بی‌سیم) را سازماندهی می‌کند. و ماژول‌های پیوند بی‌سیم همتا می‌توانند اطلاعات مدیریت ماژول را با اضافه کردن هدرهای بسته به واحدهای اطلاعات لایه سیستم مبادله کنند.
پنج نوع ماژول پیوند بی‌سیم، به ترتیب شامل پخش، پخش همتا به همتا، چندپخشی، تک پخشی به سینک و تجمع داده پیشنهاد شد. انواع دلخواه دیگری از ماژول‌ها امکان دارد که اضافه شوند و انواع دیگری از پیوندهای بی‌سیم انتزاعی را بدون محدودیت ایجاد کنند. برای مثال، ماژول پخش به سادگی بسته‌های داده را به گره‌های اطراف پخش می‌کند. ماژول unicast همتا به همتا می‌تواند بسته‌های داده را از مبدأ به مقصد از طریق چندین پرش بی‌سیم تحویل دهد. ماژول Multicast بسته‌های داده را در مقایسه با unicast همتا به همتا به چندین مقصد ارسال می‌کند. ماژول unicast to-sink می‌تواند به ویژه در شبکه‌های حسگر بی‌سیم مفید باشد، که از قابلیت‌های بالاتر جمع‌آوری‌کننده‌های داده (یا سینک‌ها) برای دستیابی به تحویل بهتر داده‌ها استفاده می‌کند. ماژول جمع‌آوری داده‌ها به‌طور فرصت طلبانه داده‌های مرتبط با زمینه را از مجموعه ای از گره‌های بی‌سیم مجاورت جمع‌آوری و جمع می‌کند.
دو نقطه دسترسی سرویس (SAP) روی رابط بین لایه‌های سیستم و پیوند بی‌سیم تعریف شده‌است که به ترتیب WL_SAP (Wireless Link SAP) و WLME_SAP (Wireless Link Management Entity SAP) هستند. WL_SAP برای صفحه داده استفاده می‌شود، در حالی که WLME_SAP برای صفحه مدیریت استفاده می‌شود. SAPها بوسیله لایه سیستم در کنترل QoS ماژول‌های پیوند بی‌سیم استفاده می‌شوند.